# Dovre
Dovre – norweskie miasto i gmina leżąca w okręgu Innlandet.
Dovre jest 63. norweską gminą pod względem powierzchni.

## Demografia
Według danych z roku 2005 gminę zamieszkuje 2875 osób. Gęstość zaludnienia wynosi 2,11 os./km². Pod względem zaludnienia Dovre zajmuje 282. miejsce wśród norweskich gmin.
| ludność stan na 1 stycznia 2005 |         |           |       |
|                                 | kobiety | mężczyźni | razem |
| osób                            | 1422    | 1453      | 2875  |
| %                               | 49,46%  | 50,54%    | 100%  |

| wykształcenie stan na 1 października 2004 |            |         |        |          |
|                                           | podstawowe | średnie | wyższe | nieznane |
| osób                                      | 482        | 1488    | 346    | 23       |
| %                                         | 20,61%     | 63,62%  | 14,79% | 0,98%    |

## Edukacja
Według danych z 1 października 2004:
- liczba szkół podstawowych (norw. grunnskolar): 3
- liczba uczniów szkół podst.: 367

## Władze gminy
Według danych na rok 2011 administratorem gminy (norw. rådmann) jest Lars Magnar Innset, natomiast burmistrzem (norw. ordfører, d. borgermester) jest Bengt Fasteraune.